# Rhus trilobata
Rhus trilobata là một loài thực vật có hoa trong họ Đào lộn hột. Loài này được Nutt. miêu tả khoa học đầu tiên năm 1838.

## Hình ảnh

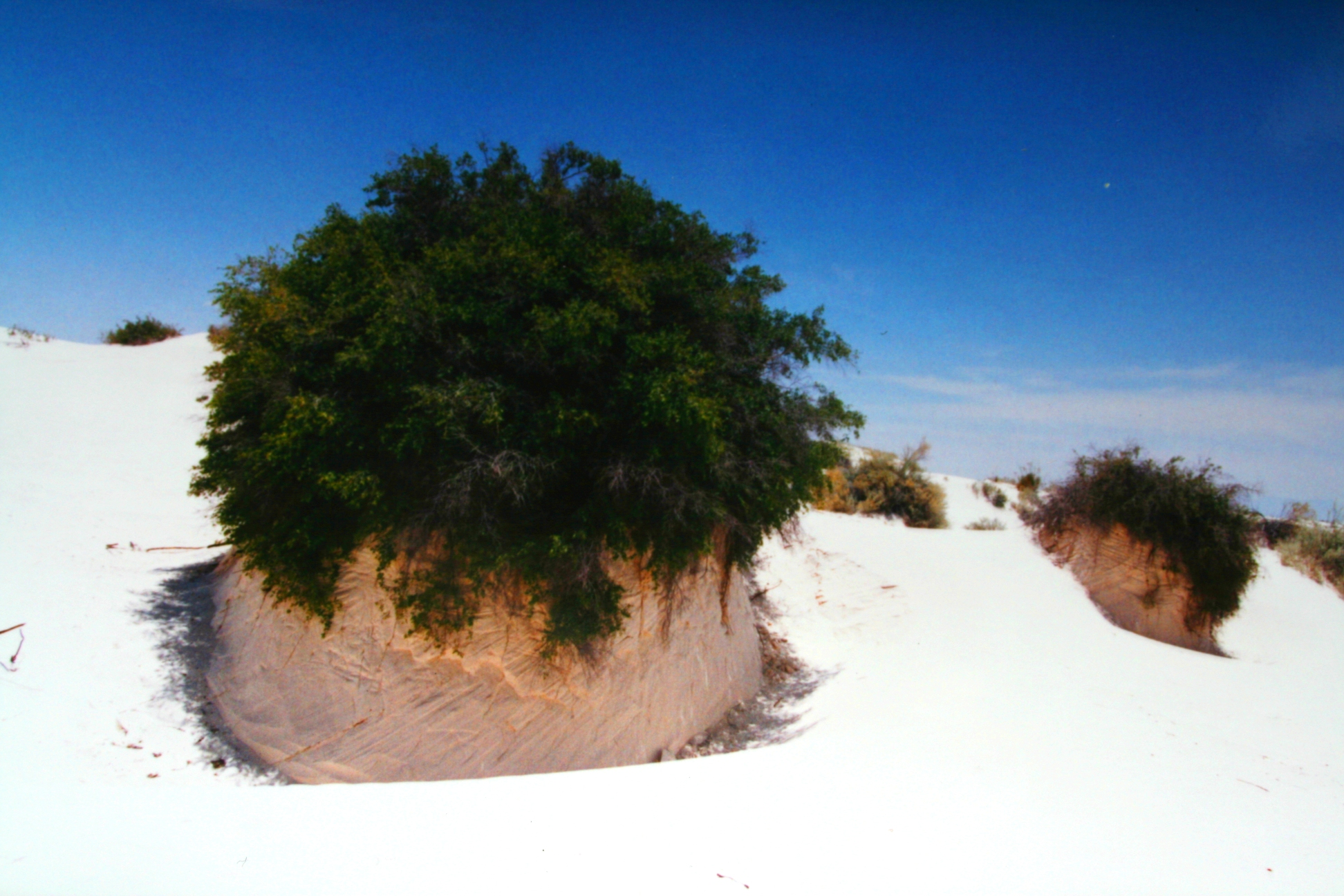
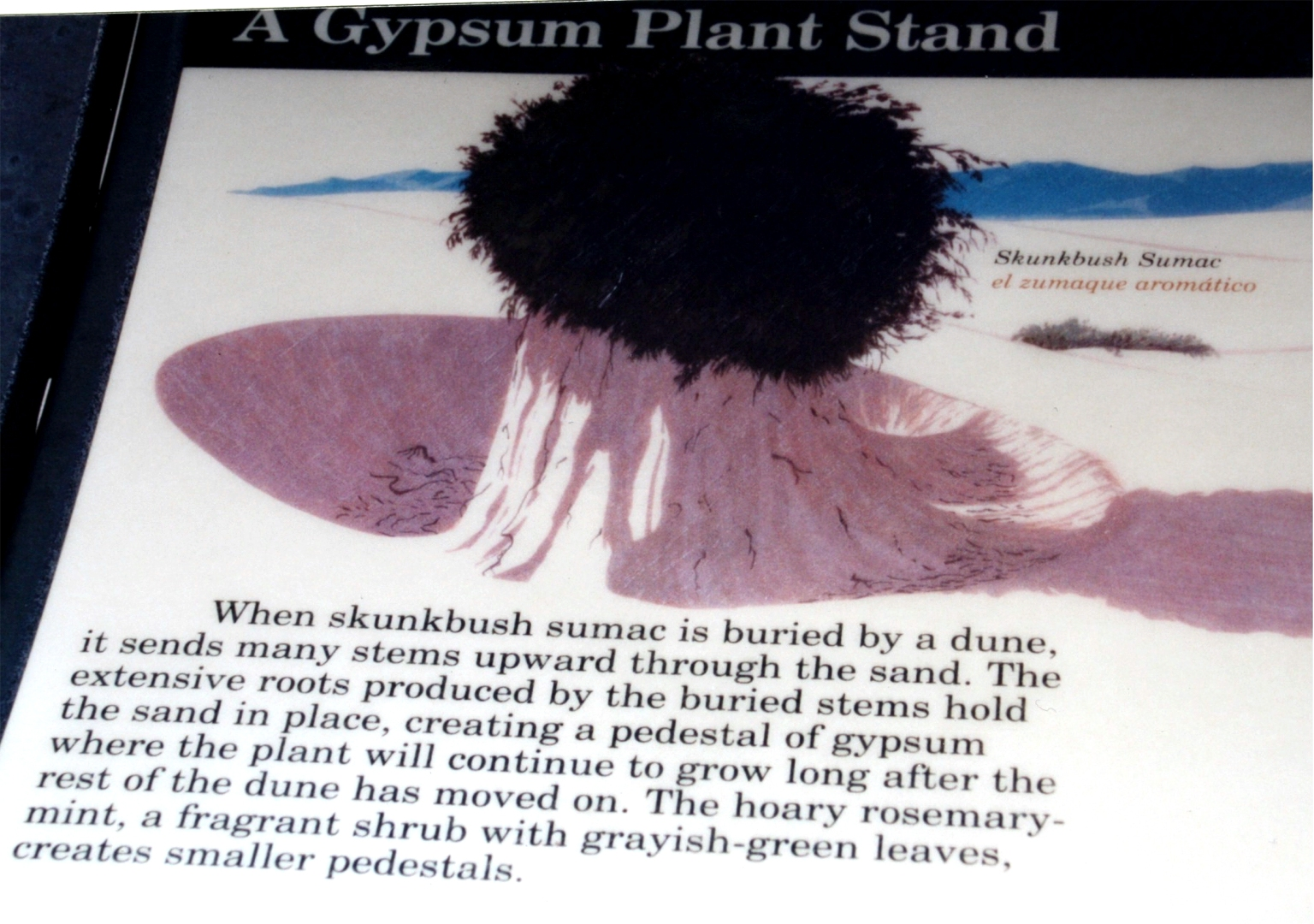
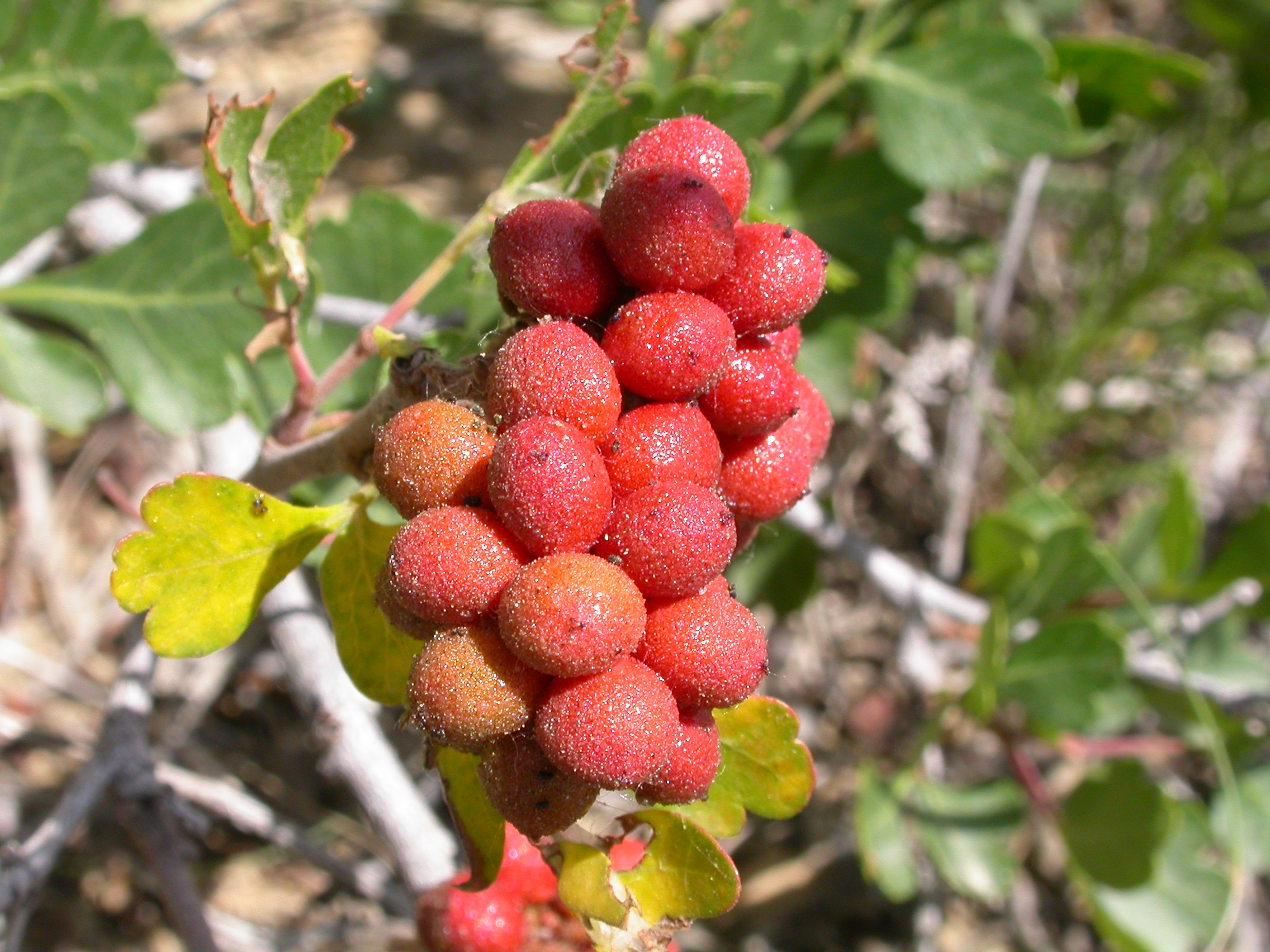
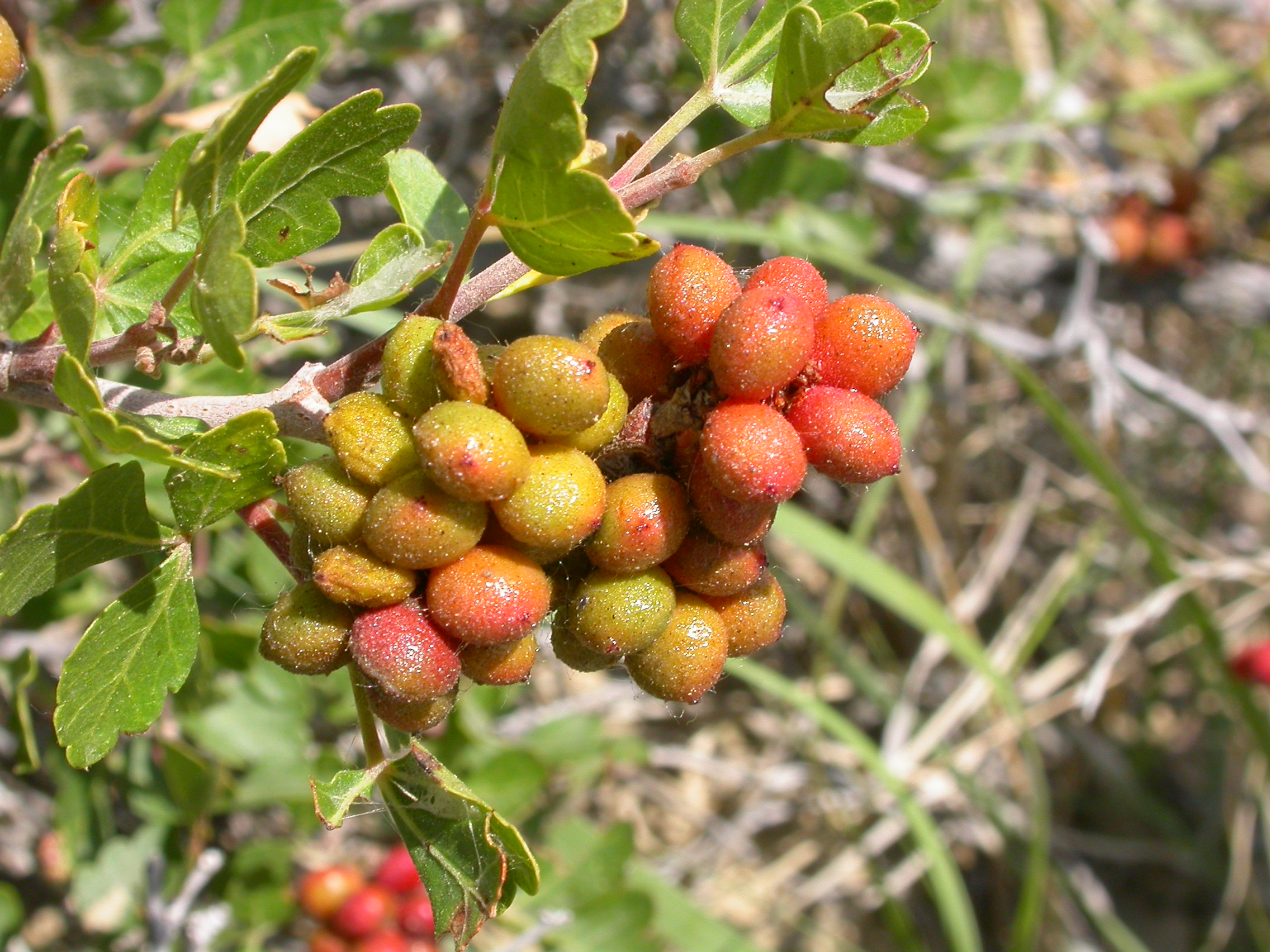